# Colp (Illinois)
Colp – wieś w Stanach Zjednoczonych, w stanie Illinois, w hrabstwie Williamson.